# Avenida 18 de Julio
L'avenida 18 de Julio è una delle principali arterie stradali della capitale uruguaiana Montevideo. È la strada più conosciuta e celebre della città, teatro di manifestazioni e celebrazioni, nonché sede di numerose attività commerciali ed istituzioni politiche e culturali. Prende il nome dalla data in cui fu emanata la prima costituzione dell'Uruguay: 18 luglio 1830.

## Storia
Nel 1829, un anno dopo la proclamazione d'indipendenza, furono demolite le mura spagnole che circondavano la città di Montevideo. La zona posta fuori dalla cinta, fino ad allora spopolata per ordine delle autorità militari, divenne così edificabile. Nello stesso anno dell'abbattimento delle mura José María Reyes tracciò il percorso della nuova strada, chiamata Calle Principal, intorno alla quale si sarebbe sviluppata la nuova Montevideo. Nel 1843 il viale fu ribattezzato del 18 de julio in onore della data nella quale fu emanata la costituzione uruguaiana. 
Nel 1912 l'avenida fu asfaltata.

## Percorso
Il percorso dell'avenida parte da plaza Independencia, nell'estremità orientale della città vecchia di Montevideo, e poi attraversa in senso ovest-est il barrio del Montevideo dove interseca alcune importanti piazze come plaza Fabini e plaza de Cagancha. Una volta superato questo quartiere, l'arteria curva in direzione nord-est ed entra nel barrio Cordón, sede di alcune importanti istituzioni culturali quali l'Università della Repubblica e la Biblioteca Nazionale dell'Uruguay. Passato Cordón l'avenida 18 de Julio entra nel quartiere di Tres Cruces dove s'incrocia con il Bulevar Artigas presso l'obelisco dei Costituenti del 1830.